# 稚内信用金庫
稚内信用金庫（わっかない しんようきんこ、英語：Wakkanai Shinkin Bank）は、北海道稚内市に本店を置く日本最北の信用金庫である。
指定金融機関は稚内市をはじめ、宗谷総合振興局管内では浜頓別町（北洋銀行を指定）を除く全ての自治体が当金庫を指定している。また留萌振興局管内でも、宗谷振興局に近い遠別町が当金庫を指定している。

## 概要
稚内市に本店を置き、主に宗谷管内と留萌北部を中心に営業する信用金庫。他にも旭川市・札幌市・雄武町（オホーツク総合振興局）周辺でも活動が行われる。
稚内市を含む宗谷管内、天塩町、遠別町及び雄武町を合わせた主営業地区の預金占有率は80%を超える。稚内市周辺部は人口が減少しているものの、他地区での営業展開によって平成20年度以降、預金量は増加している。

## 経営
経営の安定度を示す数値である自己資本比率は2023年9月末現在60.97％と、信用金庫のみならず国内金融機関の中でトップの座を長年維持している。ちなみに、道内最大の金融機関である北洋銀行も含め地方銀行の多くはおおむね10％前後、道内の信用金庫には20～30％台のところも複数あるが、それらと比較しても異例の高水準である。なお、利益の90%以上を積立金にし、現在の積立金は500億円を越える。
一方で、拠点である宗谷管内の経済状況から貸出先となる企業が限られること、安全性・公共性を重視した小口融資に徹していることから、預貸率は非常に低い。近年は旭川市や札幌市といった道内主要都市に支店を開設し、貸出先の拡大に取り組んでいるものの、それでも預貸率は20％台に留まる。預金の運用先については国債・地方債が約9割と安全性を重視している。

## 沿革
- 1945年（昭和20年） - 10月 稚内信用組合として設立。
- 1950年（昭和25年） - 4月 信用協同組合に転換・改組。
- 1951年（昭和26年） - 11月 信用金庫に転換、稚内信用金庫に改組。
- 1970年（昭和45年） - 12月 日本銀行と当座取引開始
- 1973年（昭和48年） - 10月 電算機稼働開始
- 1977年（昭和52年） - 3月 役職員1人当たり預金高が全国信用金庫中第1位となる
- 1987年（昭和62年） - 7月 全店ATM化を完了
- 1995年（平成7年） - 10月 稚内信用金庫創立50周年
- 1996年（平成8年） - 9月 イントラネット導入
- 2002年（平成14年） - 10月 ISO14001認証取得
- 2004年（平成16年） - 10月 『インターネットバンキング』サービス開始
- 2006年（平成18年） - 6月 第9回信用金庫社会貢献賞『Face to Face賞』受賞
- 2012年（平成24年） - 10月 若手経営者の会「てっぺん塾」設立
- 2013年（平成25年） - 12月 預金4,000億円突破
- 2014年（平成26年） - 7月 札幌医科大学と包括連携協定を締結
- 2015年（平成27年） - 10月 稚内信用金庫創立70周年
- 2017年（平成29年） - 11月 東支店新築移転（潮見4丁目→潮見2丁目）
- 2023年（令和5年） - 5月 南支店新築

## 本支店一覧

### 稚内市内
本店（中央3丁目）、東支店（潮見2丁目）、南支店（大黒3丁目）、北支店（恵比須1丁目）、富岡支店（富岡2丁目）

### 宗谷管内
鬼志別支店（猿払村）、浜頓別支店、枝幸支店、歌登支店（枝幸町）、中頓別支店、豊富支店、幌延支店、利尻富士支店、利尻支店、礼文支店

### 留萌管内
天塩支店、遠別支店

### その他の地域
雄武支店（オホーツク管内）、旭川支店、神居支店、末広支店（以上旭川市）、札幌支店、清田支店、琴似支店（以上札幌市）

### 支店外観
同行の各支店等の一例。

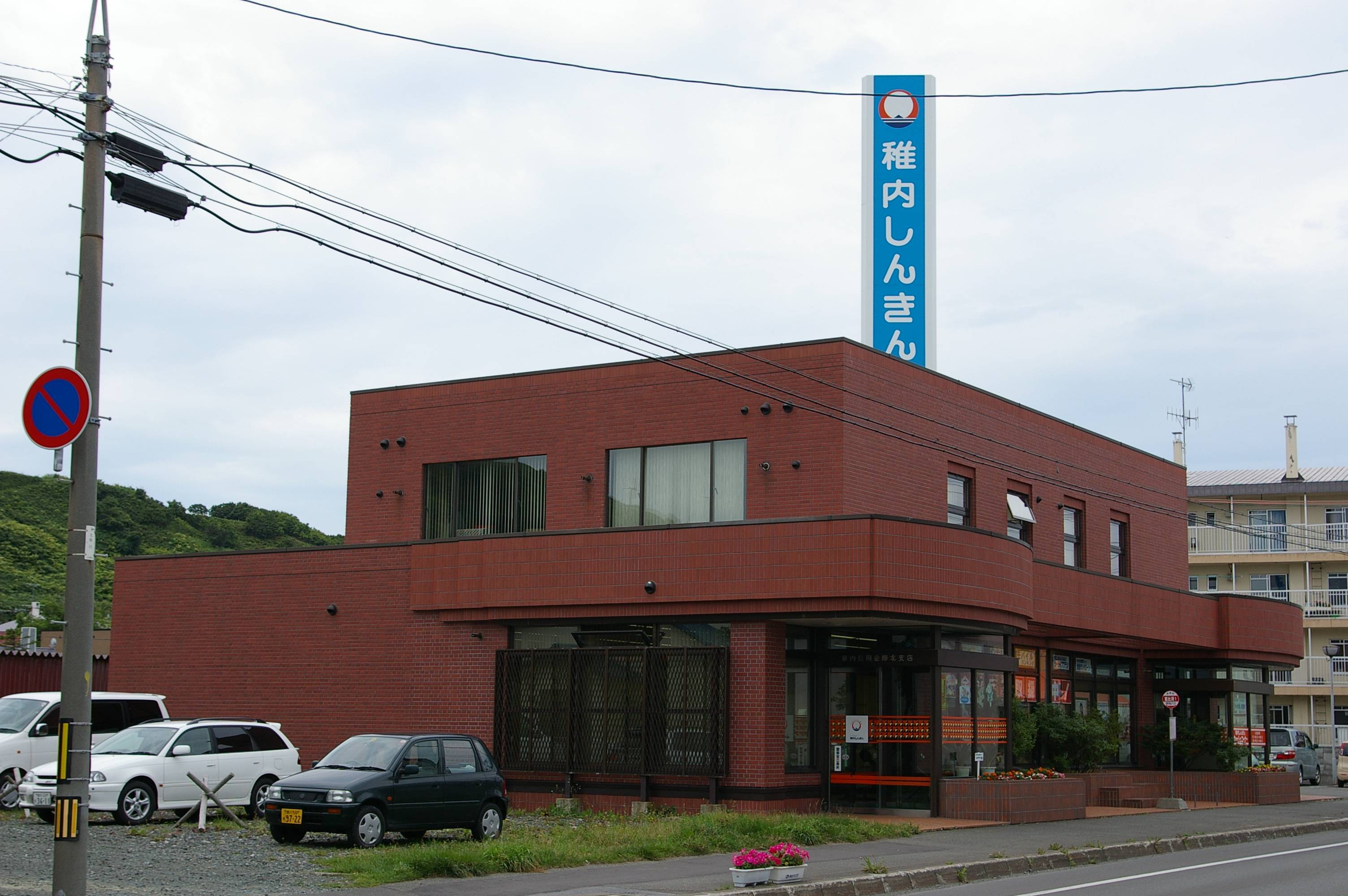
北支店（稚内市）
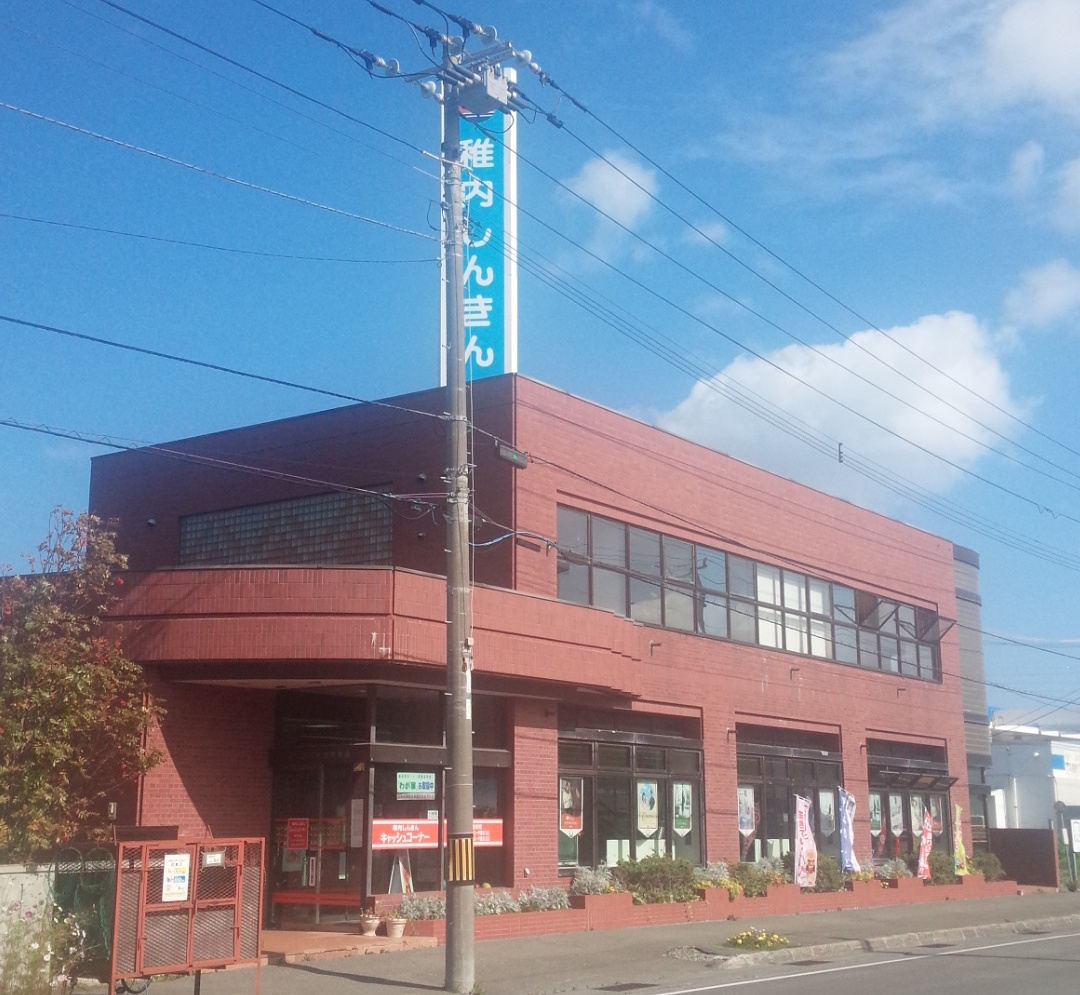
東支店（稚内市・旧店舗）
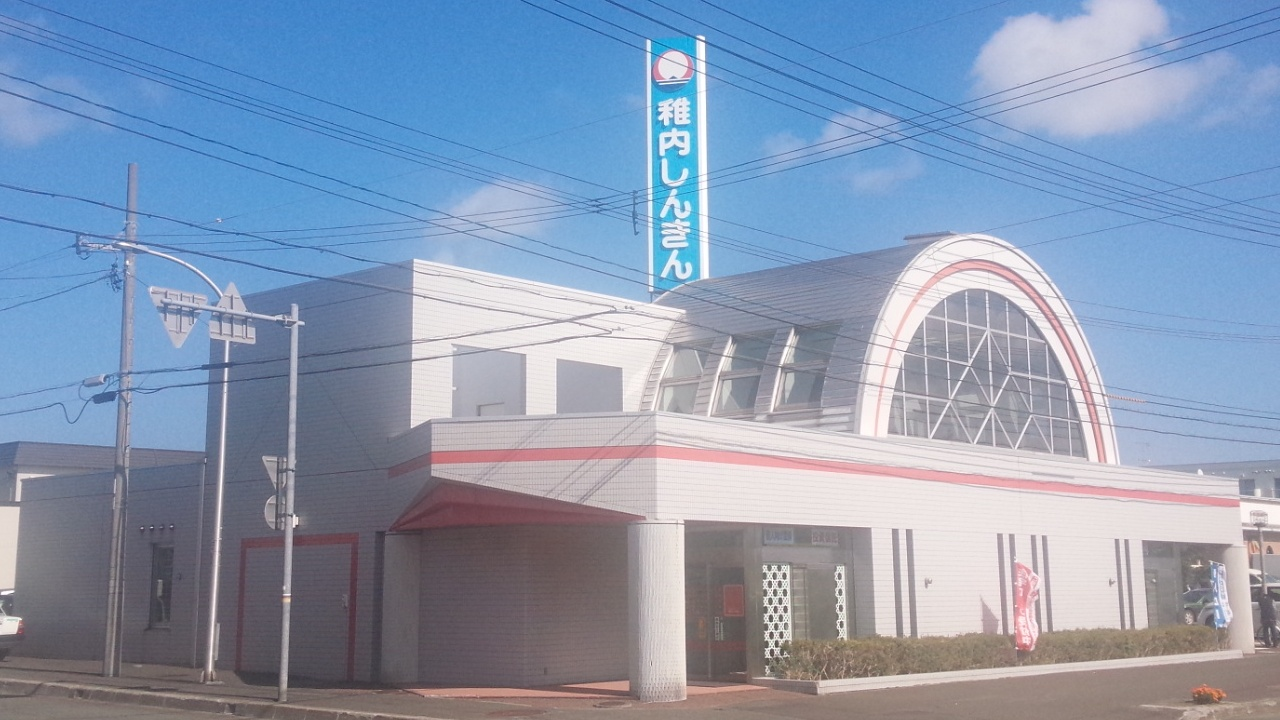
富岡支店（稚内市）
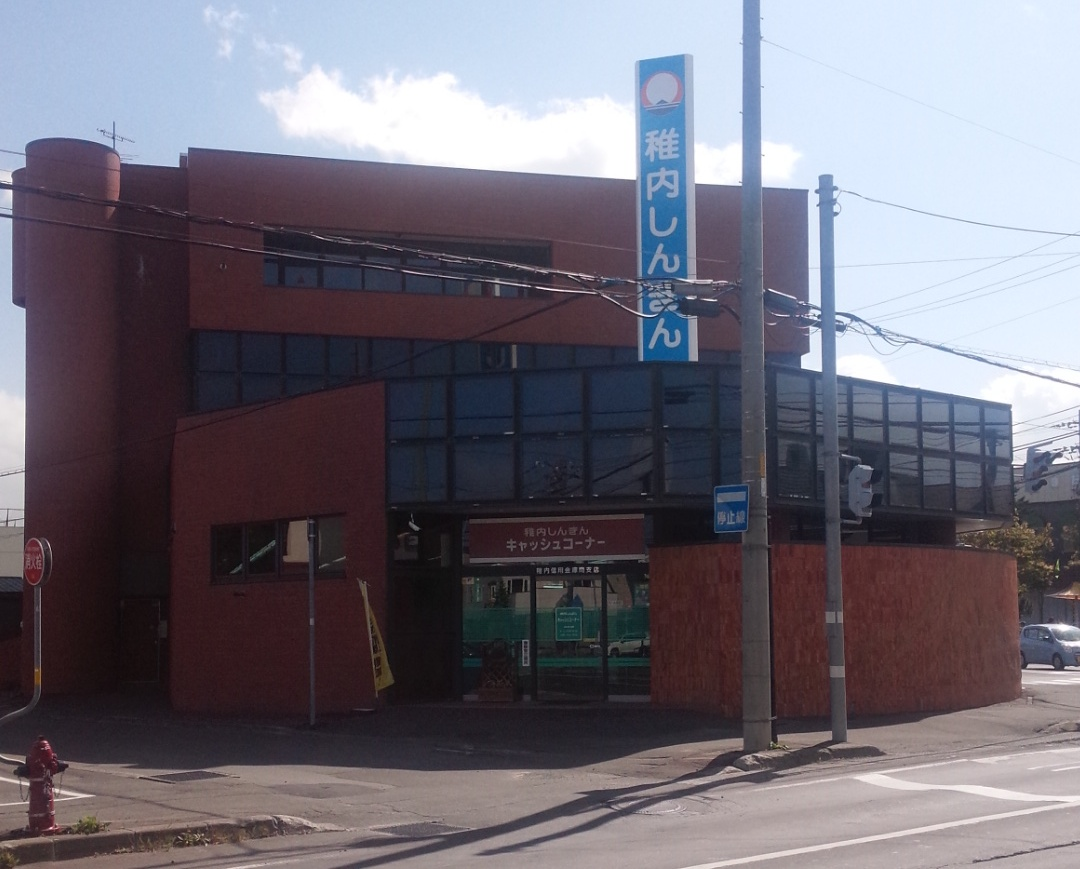
南支店（稚内市・旧店舗）
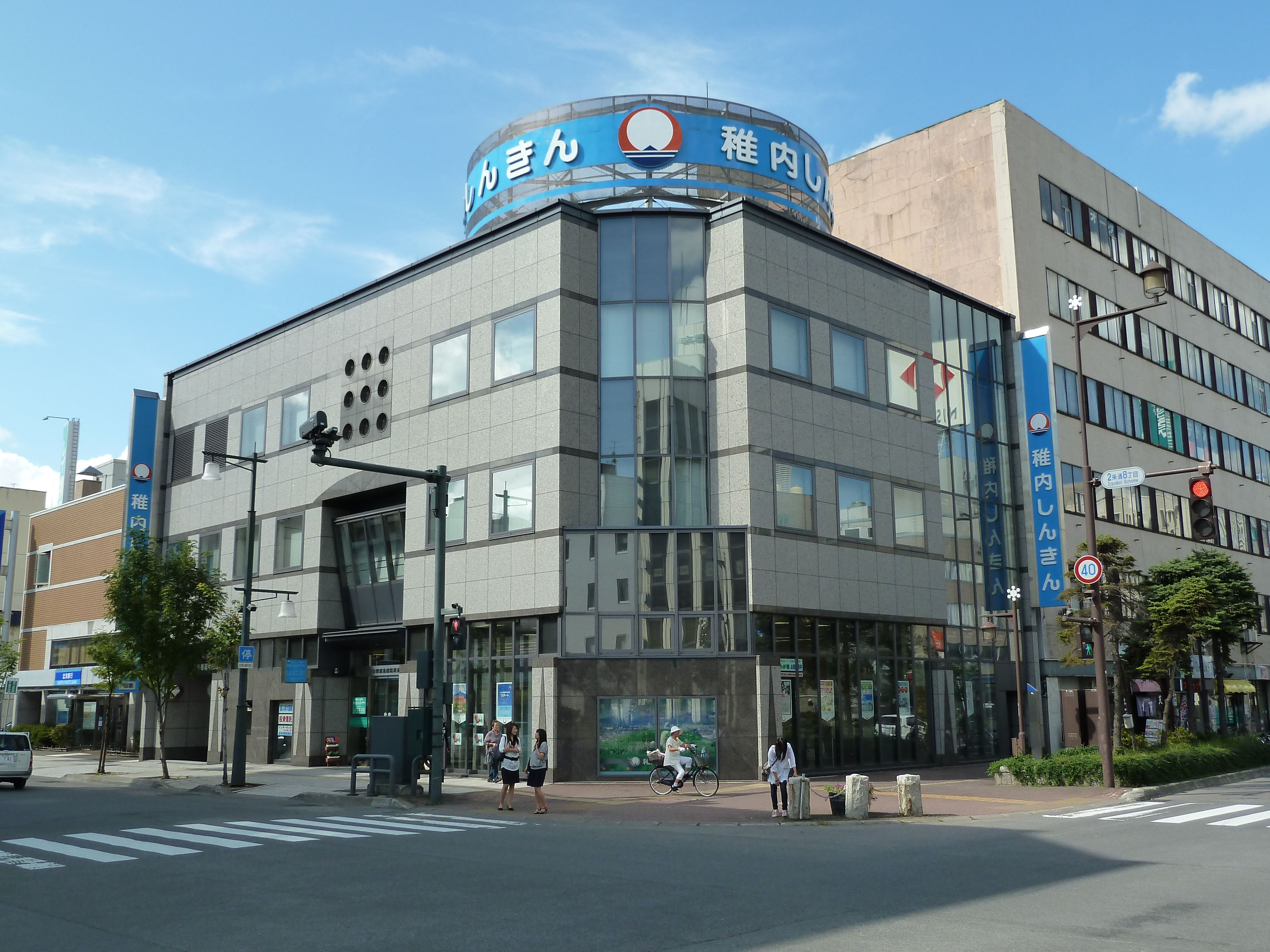
旭川支店

## その他

### ATMサービス
稚内しんきんが設置したATMで当金庫のキャッシュカードを利用した場合の時間外手数料は無料化されている。ただし、他金融機関との共同ATMのうち当金庫が幹事となっていない機種については対象外となり、引き続き時間外手数料がかかる。
セブン銀行・イオン銀行・ビューアルッテとは利用提携を結んでいるが、新銀行東京とは提携していなかった。また、入金ネットには加盟していない。

### totoの払い戻し店
スポーツ振興くじ（toto）当選券の払い戻し店は、中央3丁目の本店のみで取り扱う。